# Baire-Eigenschaft
Als Baire-Eigenschaft (oder Eigenschaft von Baire, engl. property of Baire oder Baire property, nach René Louis Baire) bezeichnet man in der allgemeinen Topologie und insbesondere der deskriptiven Mengenlehre eine Eigenschaft bestimmter gutartiger Teilmengen eines topologischen Raumes. Eine Menge hat die Baire-Eigenschaft, wenn sie sich nur um eine magere Menge von einer offenen Menge unterscheidet.

## Definition
Eine Teilmenge {\displaystyle M\subseteq X} eines topologischen Raumes {\displaystyle X} hat genau dann die Baire-Eigenschaft, wenn eine offene Menge {\displaystyle O\subseteq X} existiert, sodass die symmetrische Differenz {\displaystyle M\bigtriangleup O} mager ist.

## Bezug zur projektiven Hierarchie und zur Borel-Hierarchie
Jede abgeschlossene Menge in einem topologischen Raum {\displaystyle X} hat die Eigenschaft von Baire, dies lässt sich wie folgt zeigen: Der Rand {\displaystyle \partial A} einer abgeschlossenen Menge {\displaystyle A} ist nirgends dicht und somit mager, denn ist er dicht in einer offenen Menge {\displaystyle O}, so ist {\displaystyle O\setminus \partial A\subset X\setminus A}. Somit liegt kein Element von {\displaystyle O\setminus \partial A} mit einer offenen Umgebung in {\displaystyle X\setminus A}. Doch {\displaystyle X\setminus A} ist offen, somit muss {\displaystyle O} leer sein und somit {\displaystyle \partial A} nirgends dicht.
Jede Borel-Menge hat die Baire-Eigenschaft. Dies folgt per (abzählbarer) transfiniter Induktion über die Borel-Hierarchie: Haben alle Mengen aus {\displaystyle \Pi _{m}^{0}} die Baire-Eigenschaft für alle Ordinalzahlen {\displaystyle m<n}, so hat auch jede {\displaystyle \Sigma _{n}^{0}}-Menge als abzählbare Vereinigung von Mengen mit der Baire-Eigenschaft die Baire-Eigenschaft. Hat jede {\displaystyle \Sigma _{n}^{0}}-Menge die Baire-Eigenschaft, so hat auch jede {\displaystyle \Pi _{n}^{0}}-Menge die Baire-Eigenschaft, denn sie ist Komplement einer {\displaystyle \Sigma _{n}^{0}}-Menge, und somit Komplement einer Menge, die sich nur um eine magere Menge von einer offenen Menge unterscheidet. Daher unterscheidet sie sich von einer abgeschlossenen Menge – dem Komplement besagter offener Menge – nur um eben jene magere Menge und hat somit ebenfalls die Baire-Eigenschaft. Es folgte, dass jede Borel-Menge die Baire-Eigenschaft hat, analog kann man folgern, dass die Mengen mit der Baire-Eigenschaft eine σ-Algebra bilden.
Für die projektive Hierarchie gilt dies nicht. Die Existenz projektiver Mengen, die nicht die Baire-Eigenschaft haben, ist unabhängig vom Axiomensystem ZFC. Die Nicht-Existenz solcher Mengen folgt etwa aus dem Axiom der projektiven Determiniertheit, welches aus der Existenz von Woodin-Kardinalzahlen folgt. Die Existenz einer projektiven Menge ({\displaystyle \Delta _{2}^{1}}) ohne die Baire-Eigenschaft folgt dagegen etwa aus dem auf Kurt Gödel zurückgehenden Konstruierbarkeitsaxiom. Analytische und koanalytische Mengen haben dagegen in ZFC die Baire-Eigenschaft, während sich dies für {\displaystyle \Delta _{2}^{1}}-Mengen schon nicht mehr zeigen lässt.
Die Existenz einer Menge ohne die Baire-Eigenschaft folgt bereits aus dem Auswahlaxiom.